# Elvan Abeylegesse
Elvan Abeylegesse, född den 11 september 1982 i Addis Abeba, Etiopien, sedan 1999 bosatt i Turkiet, är en turkisk friidrottare (medel- och långdistanslöpare). Abeylegesses födelsenamn är Hewan Abeye, men efter en tävling i Istanbul valde hon att flytta till Turkiet, fick turkiskt medborgarskap och bytte namn.
Abeylegesse blev femma vid friidrotts-VM 2005 på distansen 5 000 meter. Hon blev bronsmedaljör vid EM i Göteborg 2006. Vid VM 2007 i Osaka slutade Abeylegesse tvåa efter Tirunesh Dibaba på den dubbla distansen (10 000 meter). Hon deltog i Olympiska sommarspelen 2008, där hon sprang 10 000 meter på 29.56,34. Hon blev dock slagen med två sekunder av Dibaba och slutade på andra plats. Samma sak hände sedan på 5 000 meter där hon åter slutade på andra plats efter Dibaba. 
Hon deltog inte vid VM 2009 utan nästa större mästerskap blev EM 2010 i Barcelona där hon vann guld på 10 000 meter och silver på 5 000 meter. 
Abeylegesse har även tävlat som terränglöpare och vann EM i terräng som junior. 
Från juni 2004 till juni 2006 var Abeylegesse världsrekordhållare på 5 000 meter innan etiopiskan Meseret Defar slog världsrekordet.
I augusti 2015 meddelade det turkiska friidrottsförbundet att ett anti-dopingtest som Abeylegesse tagit under VM 2007 hade omtestats och visat sig positivt för en förbjuden substans. Den 29 mars 2017 bekräftade IAAF omtestet och diskvalificerade Abeylegesses resultat från 25 augusti 2007 till 25 augusti 2009 samt beslutade om avstängning i två år. Därmed fråntogs hon de två silvermedaljer hon vunnit i OS 2008.
Abeylegesses silvermedalj från 5 000 meter i EM i Barcelona 2010 korrigerades 2013 till en guldmedalj, sedan Alemitu Bekele Degfas resultat diskvalificerats.

## Personliga rekord
- 1 500 meter – 3.58,28 från 2004
- 3 000 meter – 8.31,94 från 2002
- 5 000 meter –  14.24,68 från 2004
- 10 000 meter – 30:21.67 från 2006